# Au Moulin à Vent
Pour les articles homonymes, voir Moulin à vent.
Au Moulin à Vent est une maison à colombages du 8 place François-Rude (ou place du Bareuzai) du centre-ville de Dijon, en Côte-d'Or en Bourgogne-Franche-Comté.

## Historique
La place François-Rude est aménagée en 1904, avec sa fontaine du Bareuzai centrale de l'architecte Paul Deshérault, après la destruction d'un ensemble de maisons anciennes, située au carrefour de la rue des Forges, de la rue François-Rude et de la rue de la Liberté, entre les place Darcy et place de la Libération.

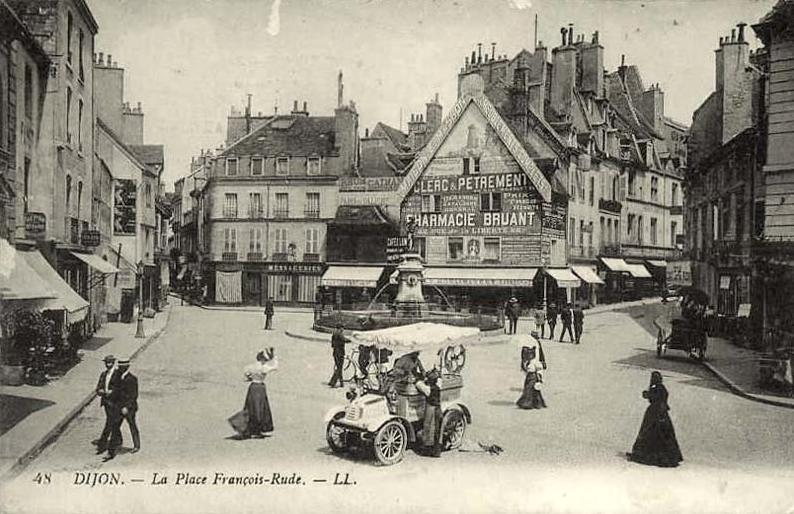
Vers 1904.
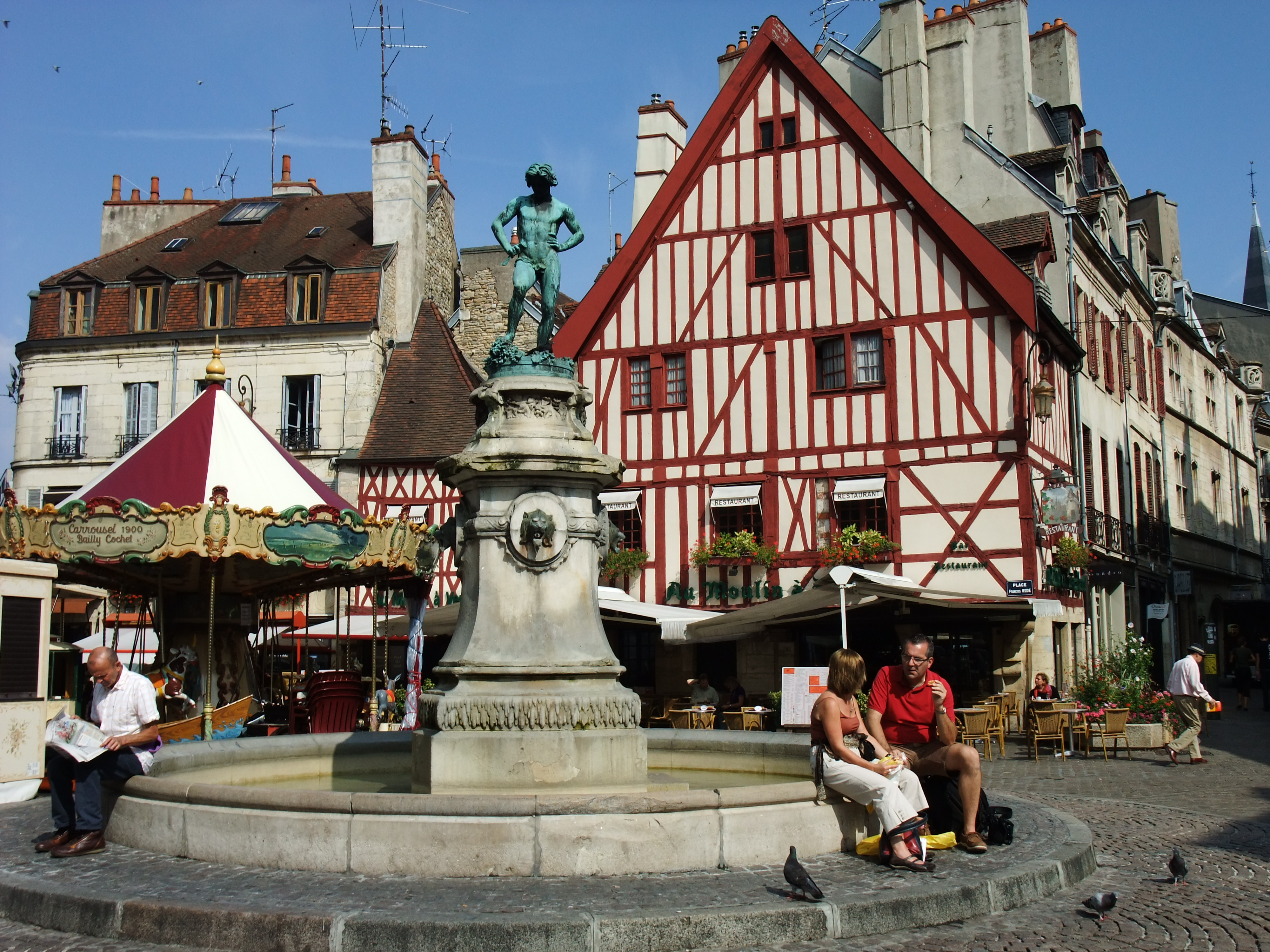
Fontaine du Bareuzai
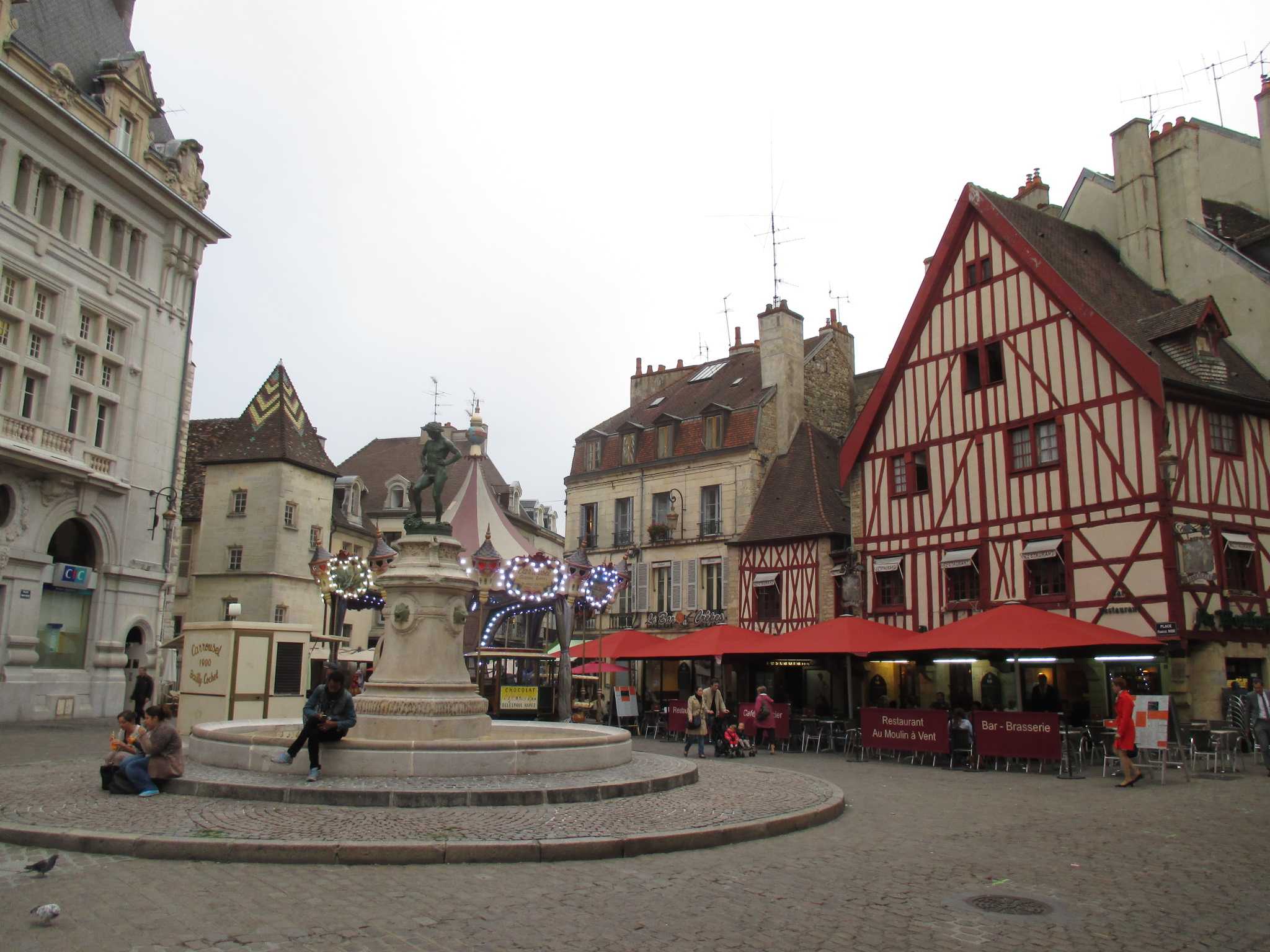
Place François-Rude (ou place du Bareuzai)

Une fresque de moulin à vent est peinte à l'origine sur la façade et sur l'enseigne de ce restaurant de cuisine bourguignonne traditionnelle dijonnaise,,, avant que la façade ne soit restaurée ultérieurement en maison à colombages à pan de bois rouge typique de Dijon,.  

## Au cinéma
- 1988 : L'Étudiante, de Claude Pinoteau, avec Sophie Marceau et Vincent Lindon, un plan du film[7].